# プランケット男爵
プランケット男爵（英語: Baron Plunket）は、連合王国貴族の男爵位。庶民院議員・法律家ウィリアム・カニンガム・プランケットが1827年に叙されたのに始まる。

## 歴史
初代プランケット男爵に叙されるウィリアム・カニンガム・プランケット(1764–1854)は、アイルランド議会や連合王国議会の下院議員を務める一方、法律家としても活躍し、アイルランド法務総裁(在職1805年-1807年、1822年-1827年)やアイルランド民訴裁判所首席判事(在職1827年-1830年)、アイルランド大法官(在職1830年-1834年、1835年-1841年)を務めた。そして1827年5月1日に連合王国貴族爵位コーク県におけるニュートンのプランケット男爵(Baron Plunket, of Newton in the County of Cork)に叙せられた。
その曽孫にあたる5代プランケット男爵ウィリアム・リー・プランケット(1864–1920)は、1904年から1910年にかけてニュージーランド総督を務め、プランケット協会やクリケットのチームプランケット・シールドなどに名前を残している。
2018年現在の当主はその曽孫にあたる第9代プランケット男爵ティロン・ショーン・テレンス・プランケット(1966-)である。

## プランケット男爵 (1827年)
- 初代プランケット男爵ウィリアム・カニンガム・プランケット（英語版） (William Conyngham Plunket, 1764–1854)
- 2代プランケット男爵トマス・スパン・プランケット（英語版） (Thomas Span Plunket, 1792–1866) - 先代の息子
- 3代プランケット男爵ジョン・スパン・プランケット（英語版） (John Span Plunket, 1793–1871) - 先代の弟
- 4代プランケット男爵ウィリアム・カニンガム・プランケット（英語版） (William Conyngham Plunket, 1828–1897) - 先代の息子
- 5代プランケット男爵ウィリアム・リー・プランケット (William Lee Plunket, 1864–1920) - 先代の息子
- 6代プランケット男爵テレンス・カニンガム・プランケット（英語版） (Terence Conyngham Plunket, 1899–1938) - 先代の息子
- 7代プランケット男爵パトリック・テレンス・ウィリアム・スパン・プランケット（英語版） (Patrick Terence William Span Plunket, 1923–1975) - 先代の息子
- 8代プランケット男爵ロビン・ラスモア・プランケット（英語版） (Robin Rathmore Plunket, 1925–2013) - 先代の弟
- 9代プランケット男爵ティロン・ショーン・テレンス・プランケット (Tyrone Shaun Terence Plunket, 1966-) - 先代の甥
  - 法定推定相続人は、現当主の息子ローリー・ロビン・プランケット(Rory Peter Robin Plunket, 2001-)